# Paire de bases

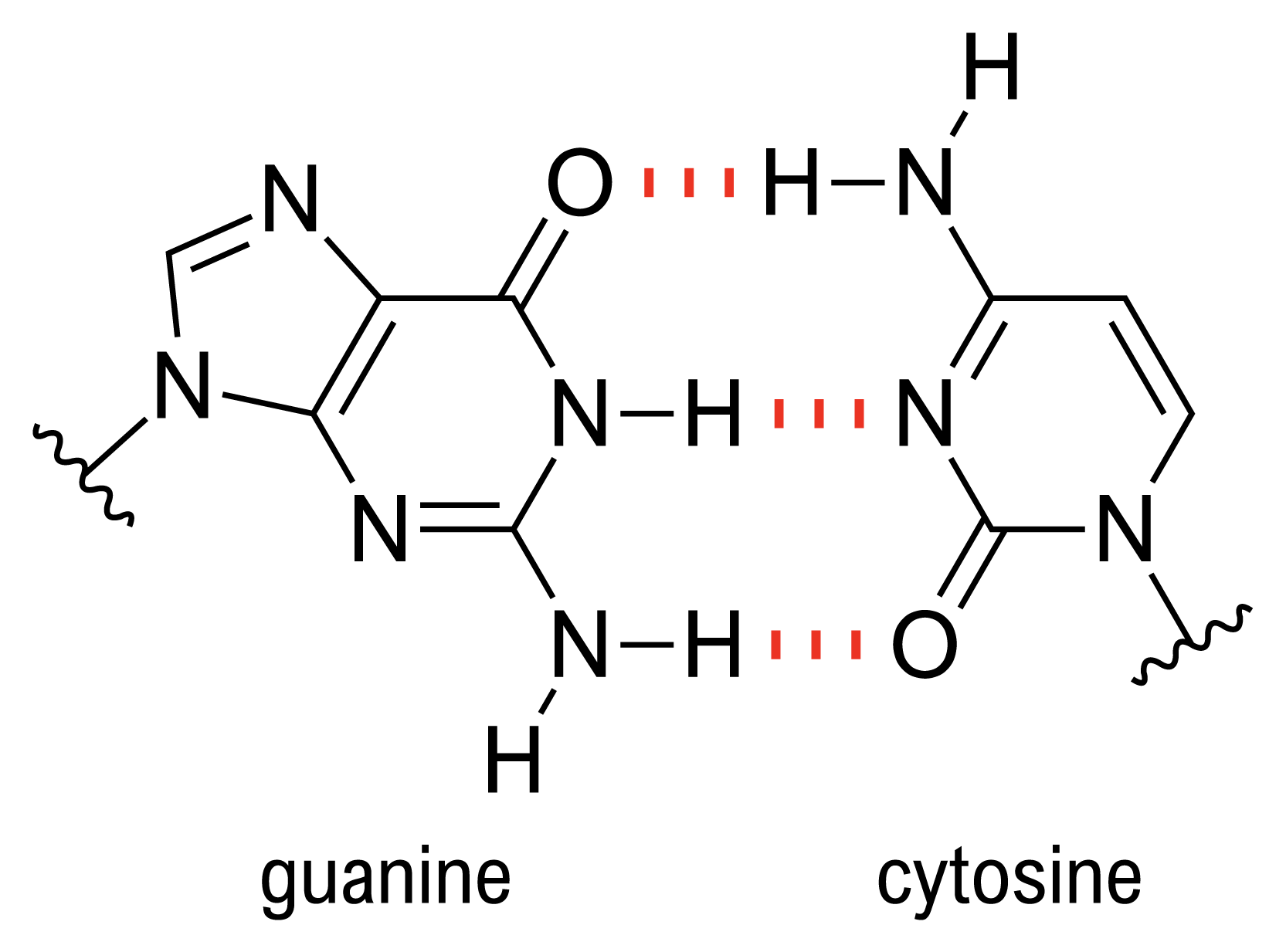
Paire de base GC avec ses 3 liaisons hydrogène intermoléculaires

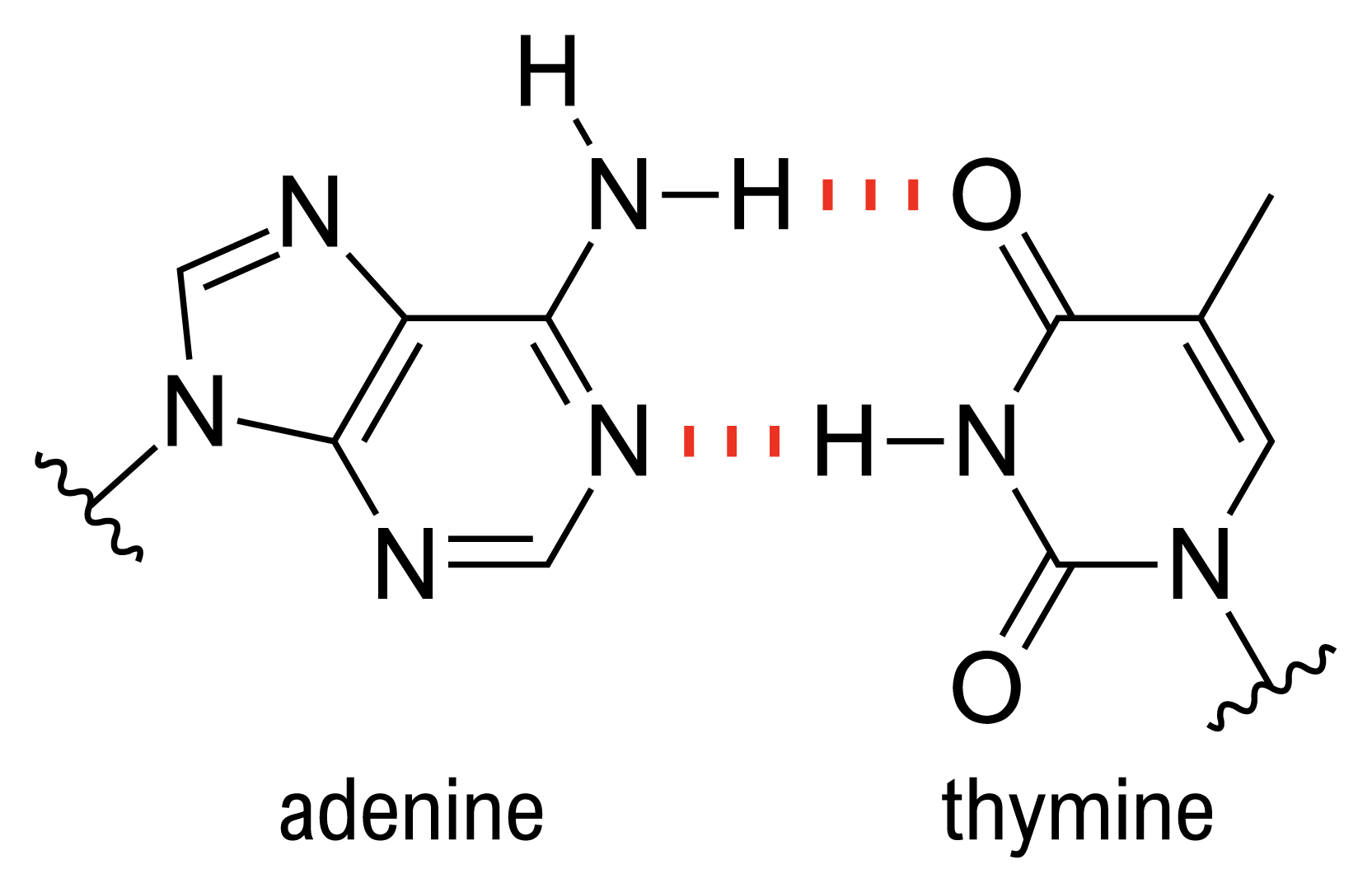
Paire de base AT avec ses 2 liaisons hydrogène intermoléculaires

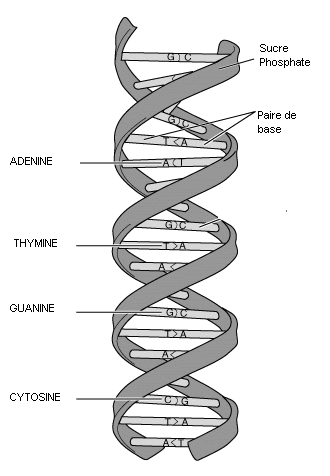
Les paires de bases (en gris clair) relient les deux brins de l'ADN (en gris foncé)

Une paire de bases (pb) est l'appariement de deux bases nucléiques situées sur deux brins complémentaires d'ADN ou ARN. Cet appariement est effectué par des ponts hydrogène. Il y a cinq types de bases nucléiques : adénine (A), thymine (T), cytosine (C), guanine (G) et uracil (U).  
Pour former une paire de bases, chez l'ADN, l'adénine s'apparie avec la thymine, et la cytosine s'apparie avec la guanine. 
Pour former une paire de bases, chez l'ARNdb l'adénine s'apparie avec l'uracil, et la cytosine s'apparie avec la guanine. 

## Unités de mesure
La longueur des molécules d'ADN ou d'ARN bicaténaires est comptée en paires de bases. Cette unité est notée bp (en anglais base pairs).
Voir les liens suivants :
- kilobase ;
- mégabase.

La longueur des ADN et ARN simple brin est plutôt comptée en nucléotides qu'en paires de bases. Cette unité est notée nt.

## Liaisons hydrogène, liaisons entre les bases
Les liaisons hydrogène sont le mécanisme chimique qui régit la complémentarité des bases. Cette correspondance est unique grâce à la géométrie des atomes donneurs d'hydrogène et les accepteurs qui forment les bases.
Dans l'ADN, on observe des paires dites canoniques, ou encore, paires Watson-Crick : l'adénine (symbolisé A) s'apparie avec la thymine (T) grâce à deux ponts hydrogénés, et la guanine (G) s'apparie avec la cytosine (C) par trois ponts hydrogène. Dans l'ARNdb, la thymine est remplacée par l'uracile (U) qui se lie à la l'adénine par deux ponts hydrogène 
Au cours de la réplication de l'ADN, il peut arriver que l'ADN polymérase fasse des erreurs en recopiant le brin d'ADN matrice. Dans ce cas, la paire de bases normale ne peut se former et la double hélice contient un défaut, appelé mésappariement (mismatch).
On peut également trouver dans l'ARN des paires de bases non canoniques, ou non Watson-Crick. Dans ce cas là, les bases peuvent s'associer entre elles, en fonction des atomes accepteurs d'un côté et donneurs de liaison hydrogène de l'autre. On observe en particulier ce type d'appariements, appelés paires wobble dans l'interaction entre ARNt et ARNm.
Le nombre de liaisons faibles (2 ou 3) détermine la solidité du lien entre les deux brins d'ADN. Par conséquent, les sites d'ouverture de l'ADN lors de la transcription sont généralement des séquences consensus riches en A-T, comme la boîte TATA eucaryote ou encore la Pribnow box procaryote.

## Dimensions de la molécule
La molécule en double hélice de l'ADN (sous sa forme « B », la structure la plus courante) a un diamètre de 2 nm et un pas de 3,4 nm. Sachant qu'il y a dix paires de bases par pas, on peut considérer (même si c'est une approximation discutable sur le plan mathématique) que deux paires sont distantes de 0,34 nm.